# TS-16 Grot
PZL TS-16 Grot – projekt samolotu myśliwsko-szturmowego oraz samolotu szkolno-treningowego, opracowany przez zespół pod kierunkiem Tadeusza Sołtyka (stąd oznaczenie TS) w 1958 r. w WSK Mielec. Był to z założenia samolot naddźwiękowy, o układzie grzbietopłata z płytowym usterzeniem wysokości.

## Historia
W 1963 zakończono studium nad samolotem i przygotowano makietę w skali 1:1. Konstrukcja była bardzo nowoczesna jak na czasy, w których powstała. Grot napędzany miał być dwoma silnikami z dopalaniem (SO-2), miał być dostosowany do operowania z lotnisk polowych.
Samolotu jednak nie wprowadzono do produkcji. Przyczyną porzucenia projektu nie były względy polityczne, ale chęć skonstruowania od podstaw kompletnego płatowca, silnika i awioniki. Oznaczało to koszty dwukrotnie wyższe, niż leżały w możliwościach PRL, stąd Komitet Ekonomiczny Rady Ministrów projekt odrzucił. Większość dokumentacji uległa zniszczeniu.

## Wersje
- TS-16A jednomiejscowy myśliwsko-szturmowy
- TS-16B dwumiejscowy szkolno-treningowy
- TS-16RD prototyp (makieta 1-silnikowa)

## Samoloty porównywalne
- SOKO J-22 Orao
- SEPECAT Jaguar
- Mitsubishi F-1